# 楊志誠
楊志誠（—835年？），唐朝将领，831年-834年间任卢龙节度使，实质独立于朝廷。

## 早期经历
杨志诚的生年和家世都不详。太和五年（831年），他在卢龙节度使李载义帐下任后院副兵马使。

## 夺取卢龙
五年正月，李载义宴请来赐德政碑的朝廷中使于击鞠场，杨志诚随行一起打球，在鞠场呼叫士兵哗变。李载义和他的儿子逃到邻镇义武军的易州。杨志诚杀李载义姻亲莫州刺史張慶初，自称本道马步都知兵马使。唐文宗起初惊召宰相，想对此做出抉择，宰相牛僧孺则指出卢龙镇已实际脱离朝廷控制几十年之久且李载义接管卢龙时也并未得到朝廷认可，不如安抚杨志诚让他抵御北境外族。文宗因此允许杨志诚控制卢龙，遣使抚慰，二月以皇叔高祖嘉王李运遥领卢龙节度使、杨志诚为节度观察留后、检校左散骑常侍、兼幽州左司马，四月又任为检校工部尚书、幽州大都督府长史充幽州卢龙军节度副大使、知节度事管内观察押奚契丹两蕃经略等使，知节度事。

## 任节度使
先前张弘靖为卢龙节度使时遭遇兵变，乱兵闯入观察判官摄监察御史韦雍家，韦妻萧氏抓住丈夫的衣袖坚持与丈夫同死，乱兵断了萧氏的手臂才杀了韦雍，萧氏仍然言语不屈，连士卒都为之嗟叹，当夜萧氏也死了。六年（832年），杨志诚奏其事，文宗降敕追封萧氏为兰陵县君。
杨志诚屡次遣将吏上表求官。七年（833年）二月，杨志诚进检校吏部尚書。他派驻长安的進奏使徐迪倨傲地对宰相们说：“軍中不知道朝廷的官制。他们只知道把尚书提拔为僕射是升官，不知道从工部调到吏部也是升官。我怕朝廷使者去了卢龙，就不能离开了。”但宰相对徐迪的恐吓不予理会。三月，朝廷留官告使春衣使宦官魏寶義、春衣使焦奉鸞、送奚契丹使尹士恭到卢龙，本意是要宣布为杨志诚加官、为士兵送去春季制服、建立和奚人和契丹人通好的使馆，却遭为欲为仆射而不得而怒的杨志诚扣留。侍从逃回，奏知此事。杨志诚派牙将王文穎去长安正式谢绝接受荣衔。而当朝廷把吏部尚书的官凭和批复给王文穎以拒绝杨志诚的辞谢时，王文穎拒绝接受官凭，顾自离开了长安。八月，朝廷采纳司徒、平章军国重事裴度之言，为了安抚杨志诚，加他为检校右仆射，另遣使者慰谕。

## 战败身亡
八年（834年）九月，卢龙军又乱，杨志诚和监军宦官李懷仵被逐。卢龙士兵拥立兵马使史元忠自称权句当节度兵马主留后事务，接管卢龙。杨志诚任节度使期间挖掘河东节度使李载义的母亲和兄长的坟墓以获取其陪葬财物，当月杨志诚路过河东镇军部太原时，时任河东节度使的李载义亲自殴打他，还想杀他，在从事劝解下才免他一死，却也杀了他的妻儿和随从兵将。朝廷因李载义有功，不问其罪。且李载义向朝廷请求杀死杨志诚并挖出他的心来祭奠母亲，被朝廷拒绝。
十一月，杨志诚入朝。杨志诚部將史元忠将杨志诚做的两套帝王衮衣和龙凤、被服、乘舆等僭越物品送交朝廷。杨志诚因而被下御史台讯问，被下令流放岭南。当他行经商州时，另一道处死他的命令下达了，他就在那里被处死。同月，李载义进献杨志诚马千匹。
后来唐武宗会昌四年（844年）八月，宰相李德裕当面告谕河朔三镇派来京城的使者，举李载义被逐仍为节度使，而杨志诚扣留敕使求官，被军中所逐后朝廷不赦其罪的例子，警示三镇比较二人祸福，顺从朝廷。三镇因而不敢萌生异心。

## 评价
- 《旧唐书》
  - 史臣曰：（幽州）二百余年，自相崇树，虽朝廷有时命帅，而土人多务逐君。习苦忘非，尾大不掉，非一朝一夕之故也。……如朱克融、杨志诚、史元忠、张公素、李可举、李全忠，以不仁得之，靡更曩志。或寻为篡夺，或仅传子孙，咸非令终，盖其宜也。
  - 赞曰：……余因篡得，不仁何逃？[3]

## 延伸阅读
[在维基数据编辑]
 《舊唐書/卷180》，出自刘昫《舊唐書》
 《新唐書·卷212》，出自《新唐書》